# Lute Olson
Robert Luther Olson ( Mayville, Dakota del Norte,  22 de septiembre de 1934-Tucson, 27 de agosto de 2020) fue un jugador y entrenador de baloncesto estadounidense que ejerció en la NCAA. Fue campeón del mundo como seleccionador de Estados Unidos en el mundial de España de 1986.

## Distinciones
Contaba con un premio con su nombre, el Premio Lute Olson (en inglés, Lute Olson Award), un galardón que se concede anualmente desde 2010 al mejor jugador universitario de la temporada con al menos dos años jugando en el mismo equipo.

## Récord
Es el 14° Técnico con más victorias en la NCAA Division I de Baloncesto Masculino con 781.